# Heddal
Heddal – miejscowość w południowej Norwegii, w gminie Notodden, w regionie administracyjnym Telemark.
Zabytki - drewniany kościół Heddal stavkirke z XII w, największy drewniany kościół w Norwegii (na ogólną liczbę 28).
Znajduje się tam 90-metrowa skocznia narciarska o rozmiarze (Hill Size) 100 m. Rozgrywane są na niej zawody kobiet.